# ONErpm
A ONErpm, egy kizárólag meghívásos alapon működő zenei terjesztő és kiadói cég, amely elsősorban pályafutásuk előrehaladottabb szakaszában lévő művészek számára nyújt szolgáltatásokat.

## Történet
A céget 2010-ben Emmanuel Zunz és Matthew Olim alapította.

## Művészek
A cég olyan művészek zenéit terjesztette, mint a Metric, Tame Impala, Amerado, Brett Kissel, Pitbull, Cardi B, Cabas, valamint fontos brazil előadók, mint például Erasmo Carlos vagy BNegão.
2024-ben a kanadai MAGIC! együttes az ONErpm-hez szerződött, hogy megjelentessék Inner Love Energy című albumukat.
A cég világszerte 43 irodával rendelkezik, többek között New Yorkban, Nashville-ben, Miamiban, Malajziában, és São Paulóban.